# Oxyethira waipoua
Oxyethira waipoua är en nattsländeart som beskrevs av Keith A.J. Wise 1998. Oxyethira waipoua ingår i släktet Oxyethira och familjen smånattsländor. Inga underarter finns listade i Catalogue of Life.